# 奥劳纽什高达尼
奥劳纽什高达尼，是匈牙利巴兰尼亚州所辖的一个村。总面积8.26平方公里，总人口334，人口密度40.4人/平方公里（2011年1月1日）。